# Deathblow
(Deathblow parlando dei commilitoni del Team 7)
Deathblow, il cui vero nome è Michael Patrick Cray, è un personaggio dei fumetti DC Comics e creato da Jim Lee e Brandon Choi.

## Personalità
Deathblow è un soldato dalla lealtà ineguagliabile e con un fortissimo sentimento patriottico derivatogli dal padre. Sebbene disinteressato alla politica, egli è convinto che il suo paese sia destinato a divenire sempre migliore e che ognuno possa fare la propria parte all'interno di tutto ciò. È estremamente fiero delle sue origini e della bandiera che serve, che antepone alla corruzione di chi lo comanda direttamente. Sua caratteristica primaria è lo spirito di abnegazione che lo spinge ad essere sempre il primo a sacrificarsi e mettere a repentaglio la propria vita in battaglia per difendere amici e compagni. Cray è sempre stato il primo soldato a scendere in campo e l'ultimo a lasciarlo.
Lynch attribuisce all'uomo fin dai tempi del Team 7 e della Justice Society of America, l'innata capacità di suscitare la fiducia negli altri, cosa che ne farebbe un ottimo leader se solo provasse a guidare una squadra (cosa che non ha mai suscitato l'interesse dell'uomo, il quale si considera più adatto alla trincea che al comando). A detta di tutti Deathblow è in grado di ispirare fiducia in chiunque gli stia attorno e possiede un carisma trascinante che spinge i compagni a seguirlo in ogni impresa.
Cray con rammarico è anche cosciente del suo grande ed implicito desiderio di battaglia, e di essere fondamentalmente un guerrafondaio. L'uomo ha spesso grandi dubbi morali interni dovuti al ragionamento sul fatto che non sarebbe mai in grado di fare a meno della battaglia poiché è tutto ciò che gli riesce e che ha sempre conosciuto.

## Biografia del personaggio
Michael Cray nacque dall'ammiraglio della marina James Phillip Cray e da sua moglie Elizabeth Cray. Ha un fratello di nome Alex. Dopo che i suoi genitori furono uccisi dai terroristi, Michael si unì all'esercito per vendicare le loro morti. Nel giro di poco tempo divenne un marine ed in seguito fu selezionato dalle Operazioni Internazionali per entrare nel Team 7. In questo periodo iniziarono a chiamarlo Deathblow (letteralmente: colpo mortale). Ai tempi del Team 7 il suo marchio di riconoscimento erano due strisce parallele dalla fronte alla fine della mascella dipinte su entrambi gli occhi; l'uomo ne farà il suo simbolo anche dopo la fine della squadra, continuando a dipingersele in volto.
Come tutti i membri del gruppo Cray, a un dato punto della sua carriera partecipò ad una missione speciale (o almeno così credevano), in realtà vennero volutamente fatti cadere in trappola essere esposti al Fattore-Gen da Miles Craven (capo delle Operazioni Internazionali).
A differenza degli altri membri superstiti di tale esperienza, Michael non sviluppò nessuno dei poteri manifestati dai fratelli d'armi. Nonostante questo svantaggio Cray divenne uno dei soldati più rispettati all'interno della squadra ed uno di quelli tenuti in maggiore stima da Lynch. Quando Cole Cash rivelò ai compagni dell'inganno cui erano caduti vittima, essi si diedero alla macchia assieme alle loro famiglie. Cray però, conscio che non avrebbero avuto una sola possibilità di sopravvivere alla latitanza senza un aiuto dall'interno decise di sacrificarsi per i compagni e rimase al servizio delle Operazioni Internazionali (assieme a Lynch e Marc Slayton). Miles Craven promise ai tre che non avrebbe perseguitato i compagni d'armi in cambio della loro assoluta fedeltà; dunque Cray iniziò a svolgere per il governo i lavori più sporchi nelle zone di guerra più pericolose.
Anni dopo gli venne diagnosticato un tumore al cervello e dunque lasciò le Operazioni Internazionali in quanto desideroso di espiare per tutti gli uomini e le donne innocenti uccisi durante le sue missioni fu coinvolto con l'Ordine della Croce. L'Angelo Nero, storico avversario del gruppo, aveva tentato di uccidere un giovane dotato di capacità miracolose. Durante l'operazione Cray scoprì che il suo tumore era in realtà una conseguenza del fattore di Gen, che a distanza di anni gli aveva donato capacità rigenerative e la possibilità di manifestare scudi psionici per proteggersi dagli attacchi psichici. Poteri tuttavia fuori dal suo controllo.
Cray sconfisse l'Angelo Nero, il bambino allora curò il tumore di Deathblow come ringraziamento, ma per farlo riscrisse la realtà e nella nuova versione Michael era sposato con una donna di nome Gabrielle D'Angelo, la quale morì durante la loro luna di miele.
Michael, rinato dopo l'esperienza passò un po' di tempo lavorando per un'agenzia di bodyguard chiamata Executive Protection Services. In seguito riprese contatto con tutti i membri sopravvissuti del Team 7. Con essi si preparerà a dichiarare guerra a Kaizen Gamorra; un pezzo grosso delle Operazioni Internazionali colpevole dell'omicidio di Miles Craven.
Deathblow muore durante il crossover Fuoco dal Cielo, sacrificandosi per uccidere Damocle, l'antagonista della vicenda.
Dopo Worldstorm e l'arrivo di Capitan Atom, Deathblow ritornò in vita grazie ai poteri del suo potenziato fattore guarente e si unirà alla Justice League su richiesta di Batman.

## Poteri e abilità
A causa della tarda attivazione dei suoi poteri Deathblow è stato un ordinario essere umano per la parte più considerevole della sua vita e dunque ha combattuto per anni con le abilità di un semplice soldato col risultato che sul campo è divenuto indubbiamente il più abile tra i membri di quello che fu il Team 7. La sua stazza enorme e la sua forza sovrumana unito alle incredibili conoscenze di lotta lo rendono un avversario indubbiamente impegnativo da affrontare. Cray è inoltre un maestro indiscusso con tutte le armi da fuoco, ma predilige l'utilizzo degli AK 47 o degli Uzi; sebbene non sdegni l'utilizzo di coltelli, pugnali e tirapugni; oltre che fumogeni e granate luminose. Deathblow è solito portarsi appresso tutto il suo armamentario in una serie di cinture saldate alla vita, al torso o ai polpacci.
La sua potenza è tale da permettergli di tener testa agli esseri più fisicamente dotati della DC Comics (come Superman, Martian Manhunter, Aquaman o addirittura Doomsday).
Il potere sovrannaturale più significativo di Deathblow è la rigenerazione spontanea, la quale è talmente sviluppata da poter ripristinare le funzioni vitali del corpo del soldato anche dopo che questi venga dichiarato morto e, secondo quanto ipotizzato da Jackson King, è possibile che Deathblow sia in grado di rigenerarsi anche solo da una spirale di DNA.
I suoi poteri psichici sono completamente fuori dal suo controllo, ma pare disporre di un potente scudo psichico in grado di difenderlo dagli attacchi mentali; simile a una debole telepatia. Il suo potere dovrebbe permettergli anche di utilizzare una sorta di telecinesi, nonché di interagire con il Fattore.Gen degli altri, tuttavia parrebbe poco probabile ipotizzare il possesso di tali abilità da parte dell'uomo dato che il solo utilizzo del suo scudo mentale per difendersi non è sempre decretato dalla sua volontà.

## Altre versioni
- Nell'universo Bleed, Deathblow è un membro di Stormwatch facente parte del Team Two sotto gli ordini di Caitlin Fairchild.
- Nella Smoosh Reality è presente un personaggio di nome Blowout, amalgama di Deathblow e del membro di Gen¹³ Burnout.
- Nella serie Deathblow Byblows (1999–2000), scritta da Alan Moore e disegnata da Jim Baikie, viene rivelato che le Operazioni Internazionali hanno creato più cloni del personaggio: Genevieve Cray (clone femminile), Klaus Cray (cyborg-clone), John-Joe e Joe-John Cray (gemelli), Michael Cray, Jr. (clone maschile), Damon Cray (clone adolescente), Caleb Cray (parte uomo e parte melma), Judjment Cray (con la Sindrome 47,XYY), Gemma Cray (esperta di veleni) e Cynthia Cray (coi poteri psichici maggiori dell'originale). Alla fine della serie però tutti i cloni vengono uccisi da Judjment Cray.